# Русская речь (журнал Е. В. Салиас-де-Турнемир)
«Русская речь» — умеренно-либеральный литературно-художественный и общественно-политический журнал. Издавался в Москве с 1 января 1861 года в течение 13 месяцев. Выходил раз в 2 недели. Издатель — писательница, хозяйка литературного салона графиня Елизавета Васильевна Салиас-де-Турнемир (писала под псевдонимом Евгения Тур).
Сотрудниками журнала были: Е. М. Феоктистов (с № 39 — главный редактор журнала), Ф. И. Буслаев (вёл отделы зарубежной литературы и истории), Н. С. Тихонравов (отделы русской литературы и истории), К. К. Герд (отдел изящных искусств). Сама Елизавета Васильевна (Евгения Тур) вела в журнале отдел художественной и литературной критики; лично написала несколько статей о писателях М. В. Авдееве, В. В. Крестовском, Н. Д. Хвощинской, Ф. М. Достоевском.
В журнале печатались: А. Н. Афанасьев, Г. В. Вызинский, А. Ф. Головачёв, П.П Забелин, Д. И. Каченовский, Н. С. Кохановская, А. И. Левитов,  Н. С. Лесков, Н. А. Попов, М. Ф. де-Пуле, М. И. Семевский, В. А. Слепцов, С. М. Соловьёв, А. С. Суворин (под псевдонимом Василий Марков), С. А. Макашин.
Во второй половине 1861 — начале 1862 годов издание выходило как приложение к журналу «Московский Вестник».
Издание «Русской речи» было прекращено в январе 1862 года в связи с вынужденной эмиграцией Елизаветы Васильевны Салиас-де-Турнемир.